# Малицкая, Ксения Михайловна
Ксения Михайловная Малицкая (1890—1969) — советский искусствовед, специализировавшийся на искусстве Испании. Заслуженный деятель искусств РСФСР (1962). Муж — Георгий Малицкий, советский музеевед.
Сотрудник ГМИИ им. А. С. Пушкина со дня его открытия, в качестве заведующей внесла большую роль в создание библиотеки музея. Работала экскурсоводом, затем старшим научным сотрудником отдела скульптуры, с 1940 года до конца жизни возглавляла отдел искусства стран Европы и Америки.  
Специализировалась на испанской живописи. В 1914 году совершила длительную поездку в Испанию, обогатившую ее эрудицию.
Именно Малицкая обнаружила в 1950-х годах картину в Одесском музее, живопись которой под поздними записями была опознана как работа Караваджо «Взятие Христа под стражу или Поцелуй Иуды». В июле 31 июля 2008 эта картина была похищена, а в декабре возвращена.
Однако в 2010 году  картина была признана повторением оригинала, но не самим оригиналом. 
Как установила экспертиза, картина была написана итальянским художником Джованни ди Аттили через 10 лет после смерти Караваджо. 
Её заказал родной брат Кириако Маттеи, владельца оригинала, — Асдрубале Маттеи (о том, что такая работа была проделана, свидетельствуют записи в его бухгалтерской книге).

## Награды
- Медаль «За трудовую доблесть» (7 марта 1960 года) — в ознаменование 50-летия Международного женского дня и отмечая активное участие женщин Советского Союза в коммунистическом строительстве и их заслуги перед Советским государством по воспитанию молодого поколения, за достижение высоких показателей в труде и плодотворную общественную деятельность[4].
- Заслуженный деятель искусств РСФСР (21 июля 1962 года) — за заслуги  в области советского искусствоведения[5].